# 蔣忠 (明朝)
蒋忠（？—？），字尚勤，浙江仁和（今浙江杭州）人，明朝政治人物。同进士出身。

## 生平
宣德十年乙卯科舉人，正统元年（1436年）丙辰科三甲六十二名進士。景泰七年（1456年）任直隸嘉定县知县。天顺元年（1457年）四月升常州府知府。